# Corcorania trispinosa
Corcorania trispinosa Jell, 1980 è un artropode estinto di incerta classificazione, vissuto nell'Ordoviciano inferiore (circa 490 milioni di anni fa). I suoi resti fossili sono stati ritrovati in Australia (Victoria).

## Descrizione
Lungo circa 3,5 centimetri, questo organismo possedeva un capo tondeggiante e largo, dal quale si dipartivano lateralmente due forti spine e centralmente una più corta e piccola. Vi erano poi sette segmenti corporei, seguiti da una caratteristica regione posteriore formata da uno scudo corto e grandi appendici spinose.

## Classificazione
Non è chiaro a quale gruppo di artropodi appartenesse Corcorania. È possibile che questo animale fosse imparentato con alcuni artropodi vissuti qualche milione di anni prima, i cui fossili sono stati ritrovati negli strati cambriani di Burgess Shales (Canada) e Maotianshan (Cina). Le somiglianze più evidenti sono con l'enigmatica Mollisonia, un organismo probabilmente detritivoro. In questo caso, Corcorania rappresenterebbe un esempio di fauna "tipo Burgess Shale" in strati posteriori al Cambriano.